# Вільма Банкі
Вільма Консін Банкі (угор. Bánky Vilma, англ. Vilma Bánky; 9 січня 1901 — 18 березня 1991) — американська акторка німого кіно угорського походження. Працювала в Німеччині і Голлівуді.

## Біографія
Народилася 9 січня 1901 року в родині Яноша Консіча і Каталіни Ульберт в селі Надьдорог [hu], Австро-Угорщина (нині — в угорському медьє Шомодь). Її старший брат Дьюла став згодом письменником і кінематографістом, також була молодша сестра Гізелла. Незабаром після народження Вільми батько був переведений по службі в Будапешт, куди і переїхала родина.
Після закінчення середньої школи Вільма надійшла на курси стенографісток. Одного разу її запросили знятися в кіно. Для неї це виявилося дуже цікавим заняттям.
Перша поява Вільми Банкі на екрані відбулося в 1919 році в нині загубленому фільмі «Im Letzten Augenblick» («В останній момент»), знятому німецьким режисером Карлом Бьозе. У 1925 році її помітив голлівудський продюсер Семюел Голдвін і запропонував контракт в недавно організованій студії Metro-Goldwyn-Mayer. Батьки Вільми були різко проти її акторської кар'єри. Попри це, вона в березні 1925 р перебралася в США.
Вільму Банкі охрестили «угорською рапсодією», вона відразу ж опинилася в центрі уваги американської публіки. Газета The New York Times в рецензії на перший американський фільм акторки, «The Dark Angel» («Темний ангел»), відзначила її рідкісну красу і витонченість. Вільма Банкі знімалася в дуетах з провідними артистами німого кіно — з Рудольфом Валентино в фільмах «Орел» в 1925 році і «Син шейха» в 1926 році; з Рональдом Колманом в «The Dark Angel» («Темний ангел») і «The Winning of Barbara Worth» («Перемога Барбари Ворт»).
Вважають, що саме угорський акцент акторки зрізав її кар'єру з появою звукового кіно. Вільма Банкі стала втрачати інтерес до зйомок, і приділяла більше уваги сімейному життю з американським актором Родом Ла Роком (Rod La Rocque). У 1928 році вона заявила про намір завершити кар'єру в найближчі роки.
З 24 фільмів, в яких знялася Вільма Банкі, 8 збереглися повністю («Остання година», «Король цирку» з Максом Ліндер, «Син шейха», «Орел», «Перемога Барбари Ворт», «Ніч кохання», «Леді для любові», «Повстанець»), від трьох залишилися фрагменти («Tavaszi szerelem», «Чарівне полум'я» і "Пара коханців").
Після завершення акторської кар'єри Банкі разом з чоловіком займалася торгівлею нерухомістю. У 1981 році вони заснували освітній фонд (Фонд Банкі — Ла Рока), який діє досі. Чоловік помер у 1969 році. Дітей у них не було.
Вільма Банкі померла 18 березня 1991 роки від серцевої недостатності. Прах її був розвіяний над морем.
Внесок Вільми Банкі в кіноіндустрію відзначений зіркою на Алеї слави в Голлівуді.

## Вибрана фільмографія
- 1925 — Орел / The Eagle — Маша Троєкурова
- 1926 — Син шейха / The Son of the Sheik — Жасмін
- 1927 — Чарівне полум'я / The Magic Flame — Б'янка